# 萬里溪
萬里溪又稱萬里橋溪，舊稱馬里勿溪（Mariu，阿美族語，意為上坡或緩坡地）或森坂溪，為花蓮溪的支流之一。該溪發源自中央山脈白石山與安東軍山等山東側萬里池，流經花蓮縣萬榮鄉與鳳林鎮兩鄉鎮，在鳳林鎮箭瑛大橋前注入花蓮溪。
萬里溪流域中，林田山地區過去以台灣林業重要的林場著名，而今日為重要的觀光景點。此外，位於萬里溪中游的萬榮溫泉（又稱鴛鴦谷溫泉）與林田山林場旁探勘的萬里溪溫泉亦是重要的觀光資源。
萬里溪是台灣河川中，極少數沒有攔砂壩的河流。

## 交通
台16線東段（2013年解編，現為花50線鄉道）即沿萬里溪興建，目前至林田山，更上游之「萬榮林道」僅有特殊車輛或步行才可通行。台9線萬里溪橋及台鐵台東線新萬里溪橋跨越該溪。

## 照片

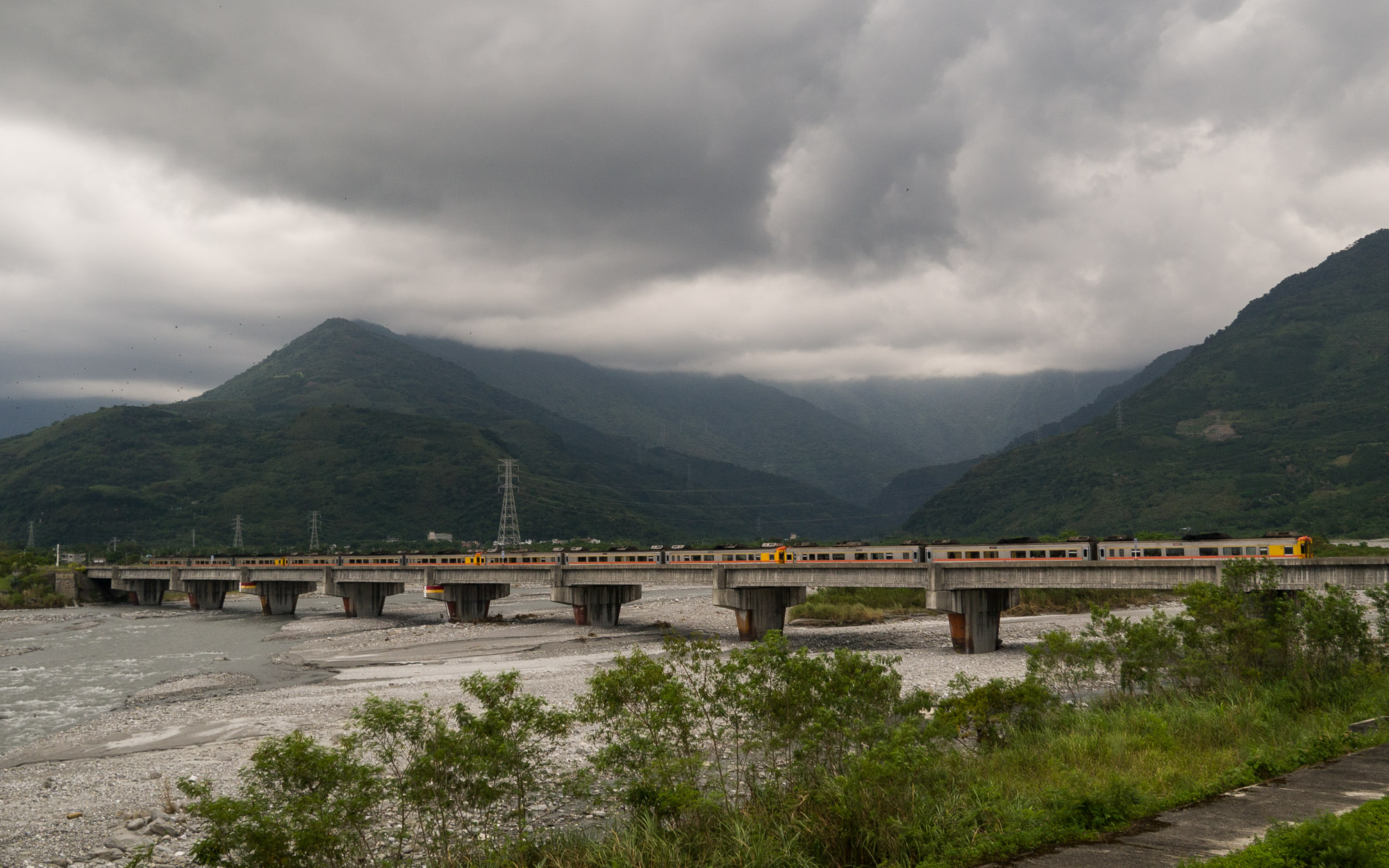
台鐵台東線新萬里溪橋

## 參照
- 台灣河流列表
- 林田山
- 大安山南瀑布
- 花東公路

## 外部連結
- 花蓮溪水系簡介
- 花蓮溪河川流域不同水質指標比較(pdf)